# Сандборн (Індіана)
Сандборн (англ. Sandborn) — місто (англ. town) в США, в окрузі Нокс штату Індіана. Населення — 359 осіб (2020).

## Географія
Сандборн розташований за координатами 38°53′48″ пн. ш. 87°11′5″ зх. д. / 38.89667° пн. ш. 87.18472° зх. д. (38.896776, -87.184611).  За даними Бюро перепису населення США в 2010 році місто мало площу 1,01 км², уся площа — суходіл.

## Демографія
Згідно з переписом 2010 року, у місті мешкало 415 осіб у 174 домогосподарствах у складі 114 родин. Густота населення становила 409 осіб/км².  Було 202 помешкання (199/км²).
Расовий склад населення:
| - 98,6 % — білих - 1,0 % — корінних американців - 0,2 % — чорних або афроамериканців |

До двох чи більше рас належало 0,0 %. Частка іспаномовних становила 0,7 % від усіх жителів.
За віковим діапазоном населення розподілялося таким чином: 22,7 % — особи молодші 18 років, 60,4 % — особи у віці 18—64 років, 16,9 % — особи у віці 65 років та старші. Медіана віку мешканця становила 42,1 року. На 100 осіб жіночої статі у місті припадало 92,1 чоловіків;  на 100 жінок у віці від 18 років та старших — 91,1 чоловіків також старших 18 років.
Середній дохід на одне домашнє господарство  становив 46 929 доларів США (медіана — 41 563), а середній дохід на одну сім'ю — 56 013 долари (медіана — 48 750). Медіана доходів становила 48 125 доларів для чоловіків та 22 500 доларів для жінок. За межею бідності перебувало 6,0 % осіб, у тому числі 0,0 % дітей у віці до 18 років та 3,6 % осіб у віці 65 років та старших.
Цивільне працевлаштоване населення становило 185 осіб. Основні галузі зайнятості: освіта, охорона здоров'я та соціальна допомога — 22,2 %, виробництво — 12,4 %, транспорт — 9,7 %, сільське господарство, лісництво, риболовля — 9,2 %.